# Екатерина II (лайнер)
Екатерина II (первоначально Эстония) — советский четырёхпалубный пассажирский лайнер (англ. ocean liner) класса Михаил Калинин — перестроенный и использовавшийся с 70-х годов как круизное судно — был построен по советскому заказу на верфи VEB Mathias-Thesen-Werft Wismar в Висмаре ГДР в 1960 году. Судно было названо в честь одной из 15 советских республик, Эстонии.

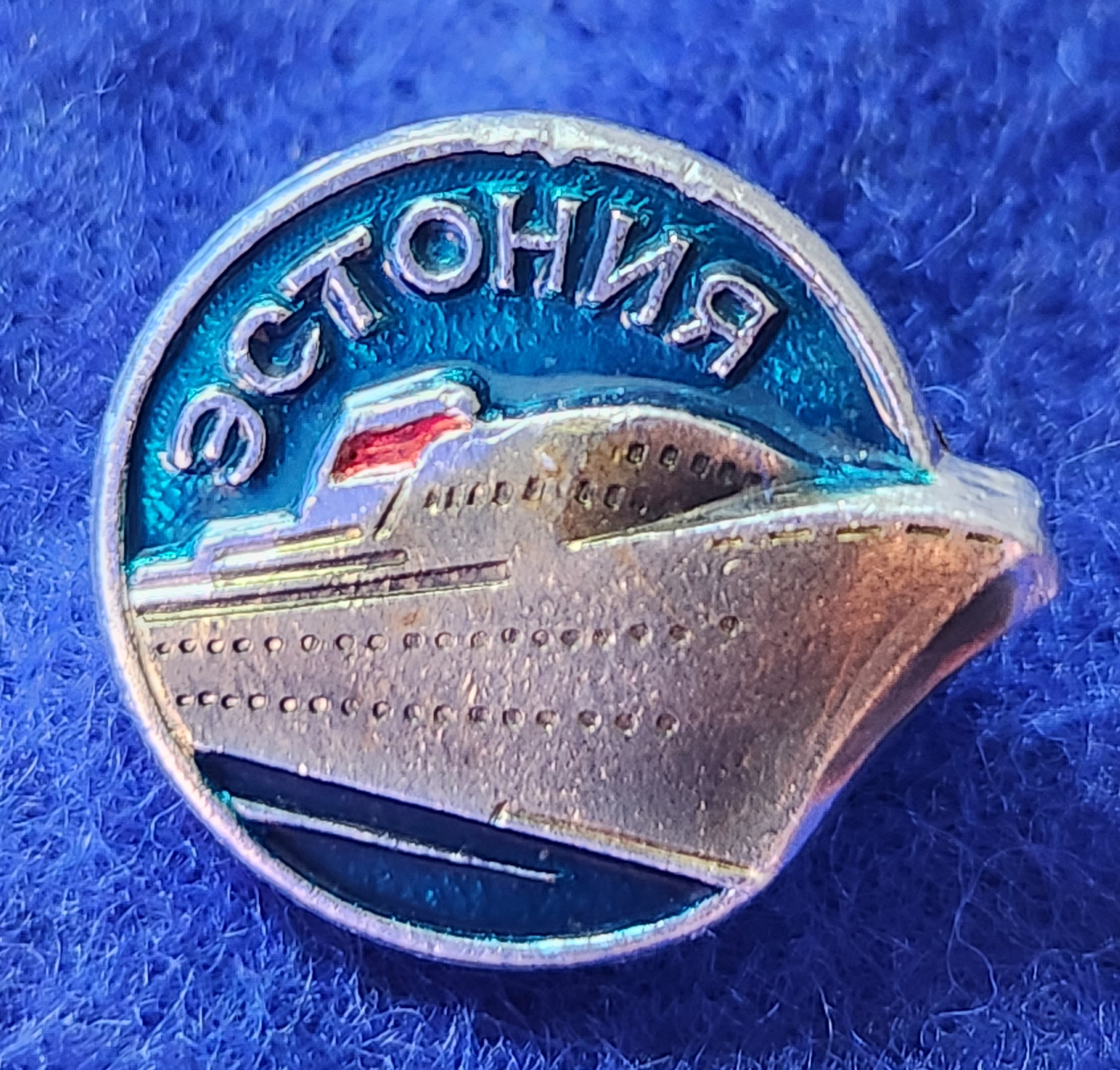
Значок с изображением Лайнера Эстония, названо в честь одной из 15 советских республик, Эстонии.

## История
Судно под заводским номером 107 было спущено на воду в декабре 1959 года, передано Балтийскому морскому пароходству в Ленинграде в мае 1960 года и сразу же заступило на линию Ленинград-Хельсинки-Копенгаген-Лондон-Гавр. Эстония относилась к классу грузопассажирских морских судов Михаил Калинин, проект 101, немецкое обозначение Seefa 340 (нем. Seefahrgastschiff für 340 Passagiere — морское пассажирское судно на 340 пассажиров), изготавливавшихся с 1958 по 1964 год и ставшего самым крупносерийным проектом среди морских заказов в СССР, включавшего Эстонию и ещё 18 «сестёр», судов-близнецов.
В 1962 году Балтика, Эстония и другие советские пассажирские лайнеры участвовали в Карибском кризисе, во время которого Балтика тайно, под видом «пассажира» под советским флагом доставила на Кубу 51-ю ракетную дивизию, а Эстония в сентябре 1962 года — целый мотострелковый полк Дмитрия Язова.
В 70-х годах судно прошло модернизацию и использовалось как круизное судно для советских и иностранных туристов.
После распада СССР в 1993 году на судне был спущен советский флаг и поднят российский, в 1994 году оно получило название Екатерина II и через несколько лет, в 1997 году, было отправлено на металлолом, однако простояло в портах Чёрного моря до 2003 года, прежде чем было утилизировано.